# Leucospis intermedia
Leucospis intermedia is een vliesvleugelig insect uit de familie Leucospidae. De wetenschappelijke naam is voor het eerst geldig gepubliceerd in 1807 door Illiger.